# Kazimierz Lenczowski
Kazimierz Lenczowski (ur. 4 marca 1948) – polski koszykarz, wychowanek Wisły Kraków, multimedalista mistrzostw Polski, po zakończeniu kariery zawodniczej działacz klubowy.
Jego żoną jest była koszykarka Wisły Kraków – Wanda Czuwaj.
Z wykształcenia jest magistrem inżynierem elektroniki.

## Osiągnięcia

### Zawodnicze
Drużynowe
- Mistrz Polski (1968)
- Wicemistrz Polski:
  - 1965, 1966, 1967
  - juniorów (1965)
- Uczestnik rozgrywek Pucharu Europy Zdobywców Pucharów (1967/1968 – II runda)[1]

Indywidualne
- Najlepszy zawodnik mistrzostw Polski juniorów (1965)
- Lider strzelców mistrzostw Polski juniorów (1965)

### Inne
- Krzyż Kawalerski Orderu Odrodzenia Polski
- Złoty Krzyż Zasługi
- Złota Odznaka:
  - Miasta Krakowa
  - PZKosz
- Srebrna Odznaka PZKosz
- Brązowa Odznaka PZKosz